# Солнечники (род рыб)
Солнечники (лат. Zeus) — род лучепёрых рыб из семейства солнечниковых (Zeidae) отряда солнечникообразных. 

## Описание
Тело овальное, сильно сжатое с боков. Тело покрыто очень мелкой, рудиментарной чешуёй. Высота головы больше, чем её длина, её профиль крутой. Рот крупный, верхняя челюсть выдвижная. На челюстях и сошнике есть мелкие зубы. Жаберные тычинки короткие. Вдоль брюха между брюшными и анальным плавником есть ряд колючих пластинок. Сходные пластинки располагаются вдоль основании мягкого спинного и анального плавников, но отсутствуют вдоль основания колючего спинного плавника; каждая пластинка вооружена парой шипов. Спинные плавники отделены между собой, при этом их основания почти сливаются. В анальном плавнике есть 4 колючки, более или менее отчетливо отделенных от плавника. Колючие лучи спинного плавника высокие, а перепонки между ними с глубокими вырезами и нитевидно удлинены позади каждого колючего луча. В брюшных плавниках имеется по 1 колючему и 7 мягких лучей.

## Классификация
На апрель 2019 года в род включают 2 вида:
- Zeus capensis Valenciennes, 1835 — Южноафриканский солнечник
- Zeus faber Linnaeus, 1758 — Обыкновенный солнечник, или японский солнечник, или кузнец